# Jump (for My Love)
Jump (for My Love) è il terzo singolo estratto dall'album Break Out delle Pointer Sisters.
La canzone è stata scritta da Marti Sharron, Stephen Mitchell e Gary Skardina e prodotta da Richard Perry.
Realizzato in coincidenza con le olimpiadi estive del 1984, il video della canzone era composto da esibizioni degli atleti. Ha riscosso un notevole successo nelle classifiche soprattutto statunitensi.

## Tracce
Singolo su vinile 7" (Planet FB 3780)
1. Jump (For My Love) (modificata) – 3:59
2. Heart Beat – 4:22

Singolo su vinile 12" Maxi (Planet RPST 106)
1. Jump (For My Love) – 6:24
2. Jump (For My Love) (strumentale) – 6:07
3. Heart Beat – 4:22

## Classifiche
| Classifica (1984) | Posizione raggiunta |
| ----------------- | ------------------- |
| Irlanda           | 2                   |
| Nuova Zelanda     | 3                   |
| Regno Unito       | 8                   |
| Paesi Bassi       | 9                   |
| Svizzera          | 13                  |

## Versione delle Girls Aloud
La canzone è stata in seguito reinterpretata dalle Girls Aloud nel 2003, su richiesta di Richard Curtis, regista del film Love Actually - L'amore davvero, in cui la canzone è stata inserita come colonna sonora. Essendo inserita nel film, il singolo è stato diffuso il 17 novembre 2003 dall'etichetta discografica Polydor in gran parte del mondo ed è una delle canzoni più conosciute del gruppo, che solitamente pubblica esclusivamente in Gran Bretagna e Irlanda. Il titolo del singolo è stato semplificato in Jump.
La versione delle Girls Aloud è stata prodotta da Brian Higgins e dagli Xenomania ed è stata inserita nella ristampa del primo album del gruppo, Sound of the Underground, e nel loro secondo album, What Will the Neighbours Say?, risultando così l'ultimo singolo estratto dal primo e il primo estratto dal secondo disco.
Il video della canzone conteneva anche scene tratte dal film per il quale ha fatto da colonna sonora, ma esiste una versione dello stesso senza le suddette scene, contenuto nel DVD Girls on Film.

### Tracce e formati
UK CD1 (Polydor / 9814103)
1. Jump — 3:39
2. Girls Allowed (Brian McFadden, J. Shorten) — 3:26
3. Grease (Barry Gibb) — 3:25

UK CD2 (Polydor / 9814104)
1. Jump — 3:39
2. Love Bomb (Betty Boo, M. Ward, S. Ward) — 2:52
3. Jump (Almighty Vocal Mix) — 7:34

UK cassette / European CD (Polydor / 9814531)
1. Jump — 3:39
2. Girls Allowed (Almighty Vocal Mix) — 6:15

Australian CD
1. Jump — 3:39
2. Girls Allowed — 3:26
3. Grease — 3:25
4. Jump (Video)— 3:39

### Classifiche
| Classifica (2003) | Posizioner raggiunta |
| ----------------- | -------------------- |
| Regno Unito       | 2                    |
| Irlanda           | 2                    |
| Belgio (Fiandre)  | 6                    |
| Svezia            | 9                    |
| Paesi Bassi       | 11                   |
| Nuova Zelanda     | 13                   |
| Australia         | 23                   |
| Belgio (Vallonia) | 33                   |
| Svizzera          | 58                   |